# Helmstedt (gemeindefreies Gebiet)

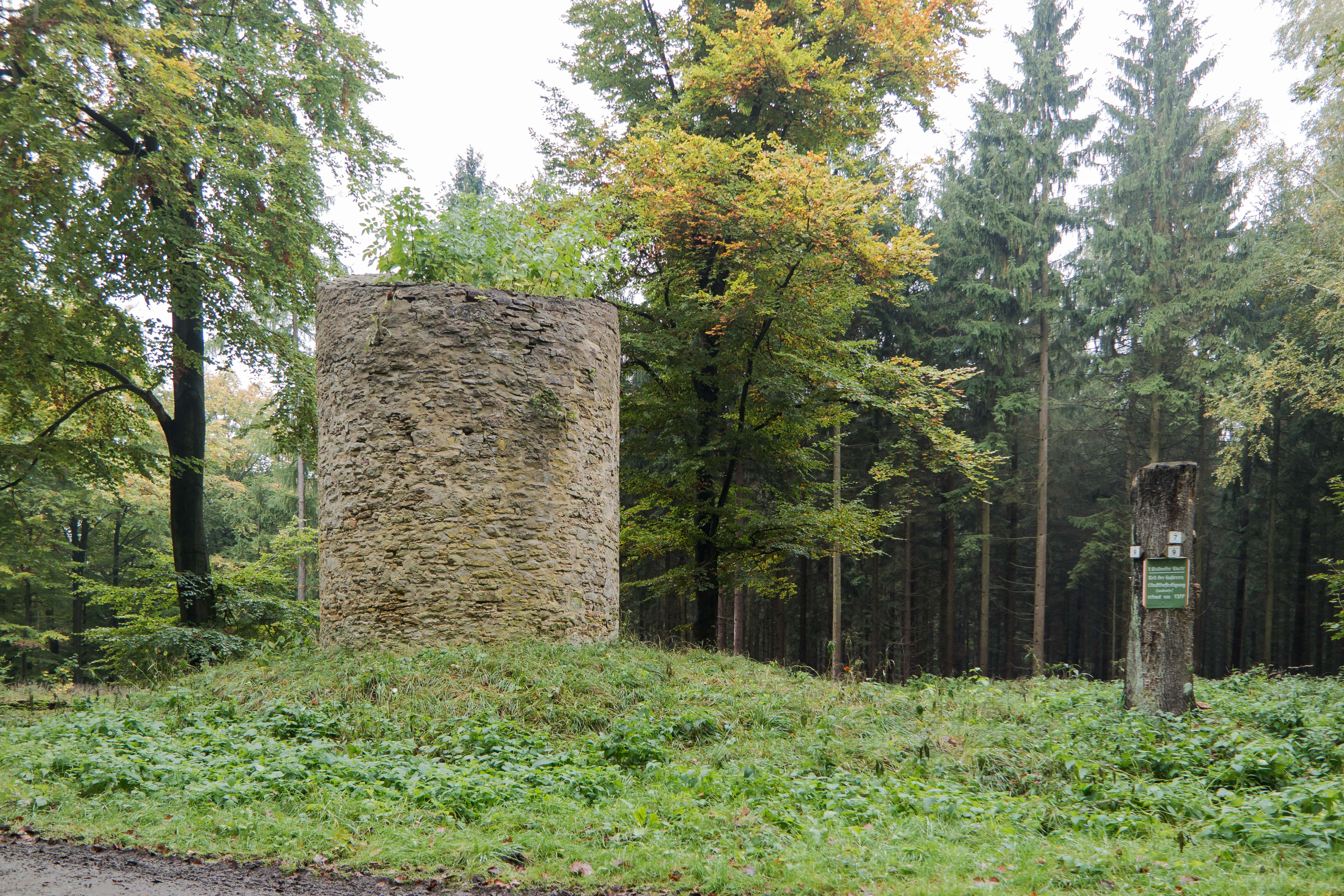
1. Walbecker Warte im gemeindefreien Gebiet Helmstedt

Das gemeindefreie Gebiet Helmstedt ist eines von fünf gemeindefreien Gebieten im Landkreis Helmstedt, Niedersachsen. Der Name des Gebietes leitet sich von der angrenzenden Kreisstadt Helmstedt ab.
Es hat eine Fläche von 18,56 km² und grenzt im Uhrzeigersinn im Westen an die Stadt Helmstedt und im Norden an das gemeindefreie Gebiet Mariental im selben Landkreis. Im Osten und Süden grenzt es an den Landkreis Börde in Sachsen-Anhalt.
Das gemeindefreie Gebiet ist unbewohnt. Aus statistischen Gründen führt es jedoch den Amtlichen Gemeindeschlüssel 03 1 54 502. Im gemeindefreien Gebiet Helmstedt befinden sich die 1. und 2. Walbecker Warte der Helmstedter Landwehr, zwei Wasserwerke und ein Naturfreundehaus.